# Ordre de l'Immaculée Conception de Vila Viçosa
L'ordre de l'Immaculée Conception de Vila Viçosa (également connu comme l'ordre de Notre-Dame de la Conception de Vila Viçosa) (en portugais : Ordem de Nossa Senhora da Conceição de Vila Viçosa) est un ordre dynastique portugais. Attaché à la maison de Bragance, il est toujours concédé par le prétendant à la couronne (actuellement, Duarte de Bragança).

## Organisation

Palais ducal de Vila Viçosa

L'ordre était originellement concédé aux nobles portugais, et seulement occasionnellement lors de protocoles d'échange à des chefs d'État ou à des membres de familles royales, mais il a également été accordé (avant 2005) à des récipiendaires étrangers et portugais qui l'ont reçu uniquement à titre de récompense honorifique pour services rendus à l'expansion du culte de la Vierge Marie, du message de Notre-Dame de Fátima, ou de l'Église catholique, apostolique et romaine, mais qui ne sont pas listés comme membres actif des ordres portugais et ne sont pas non plus invités aux événements organisés par l'ordre.
L'ordre est officieusement reconnu par le gouvernement portugais. Il peut être porté par les citoyens portugais, mais pas sur les uniformes militaires portugais.
Les membres honoraires ne sont pas tenue de payer la cotisation annuelle, cependant ils peuvent porter la décorations a des événements public s'ils en sollicitent et obtiennent la permission préalablement auprès du secrétariat de la maison royale.

## Grades
L'ordre était divisé en quatre grades :
- grand-croix
- commandeur
- chevalier
- servant

## Insignia

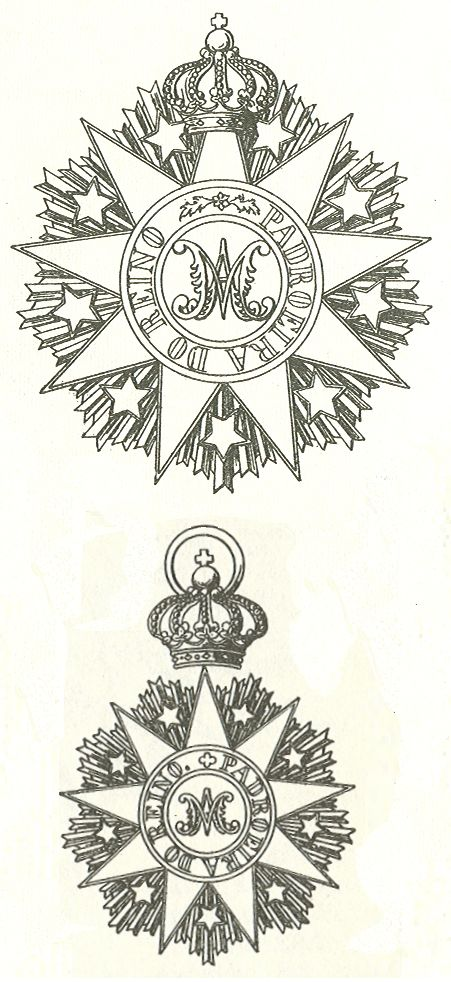
Plaque de grand-croix et insigne de l'ordre de l'Immaculée Conception de Vila Viçosa

Les insignes de l'ordre ont été dessinées par le peintre français Jean-Baptiste Debret (1768–1848), qui était chargé de créer à Rio de Janeiro une école d'arts (Escola Real de Artes e Ofícios) sous le patronage du roi Jean VI et de Pedro José Joaquim Vito de Meneses Coutinho, 6e marquis de Marialva. Le ruban de l'ordre est bleu ciel avec deux bandes blanches de chaque côté. Le médaillon est en forme d'étoile et couronné, et chargé d'un monogramme avec les lettres AM, cerclé de l'inscription Padroeira do Reino (« Patronne du Royaume »).

## Récipiendaires
- Juan de Borbón y Battenberg, comte de Barcelone
- Juan Carlos Ier, roi d'Espagne (1975-2014)
- Charles de Bourbon des Deux-Siciles
- Charles de Bourbon des Deux-Siciles
- Otto de Habsbourg-Lorraine
- Alexandre de Yougoslavie
- Victor-Emmanuel de Savoie
- Miguel de Bragance
- José Maria da Silva Paranhos
- Luís Alves de Lima e Silva
- Paul Kruger
- Émile Bigo-Danel
- Jorge Carlos Fonseca
- Émilien de Nieuwerkerke
- Baron Adolphe de Vrière
- Gustave Marchegay
- Comte Paul de Smet de Naeyer
- Benjamin Morel, député de Dunkerque, vice-consul du Portugal
- André Henri Brianthe (1850-1909), commandeur le 2 mai 1887, natif de Mussidan (Dordogne), directeur de la Société des Travaux et Entreprises au Brésil et vice-président de la Chambre de commerce française de Rio de Janeiro (1890-1891), fondateur de l'usine à gaz d'éclairage de Ribérac (Dordogne) en 1887